# Thomasin McKenzie

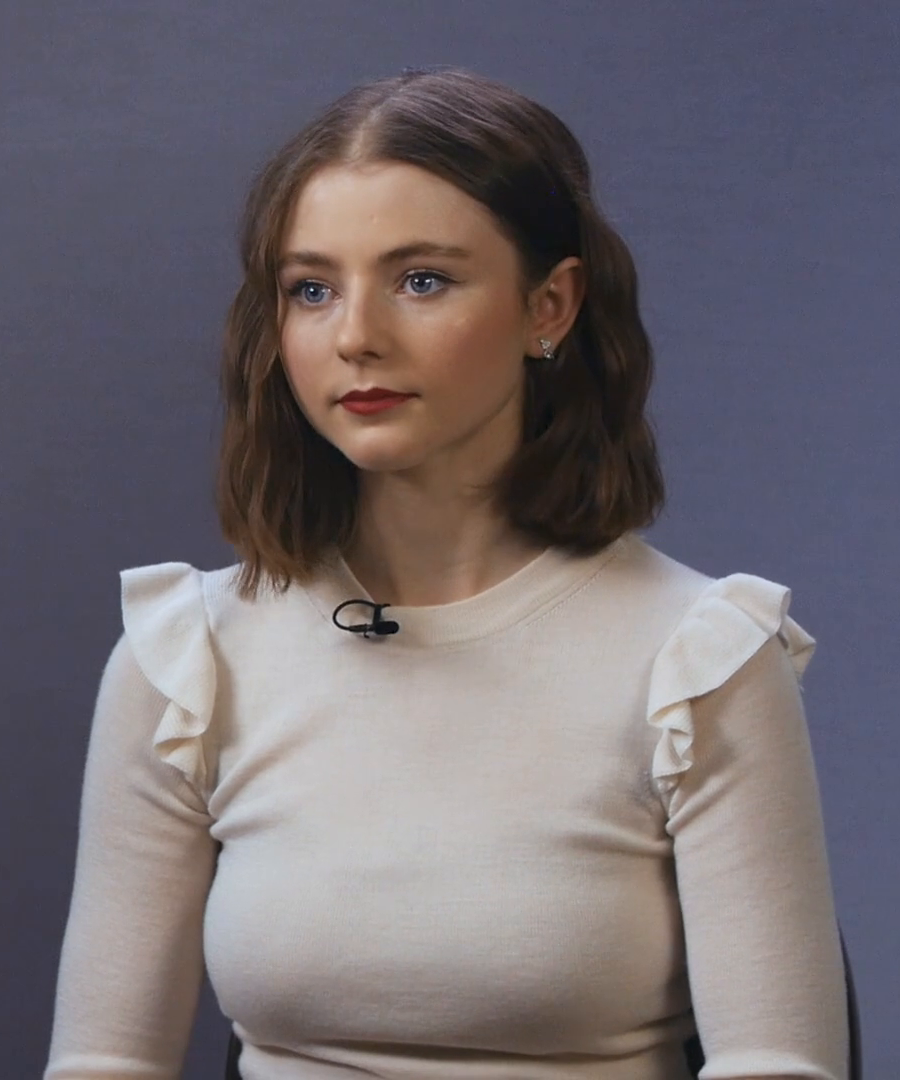
Thomasin McKenzie (2019)

Thomasin Harcourt McKenzie (* 26. Juli 2000 in Wellington) ist eine neuseeländische Schauspielerin.

## Leben
Thomasin Harcourt McKenzie wurde im Jahr 2000 in der neuseeländischen Hauptstadt Wellington geboren. Ihre Mutter ist die Schauspielerin und Schauspieltrainerin Dame Miranda Harcourt (* 1962), ihre Großmutter die Schauspielerin und Friedensrichterin Dame Kate Harcourt (* 1927).
In dem 2012 veröffentlichten Filmdrama Existence von Juliet Bergh erhielt McKenzie ihre erste Filmrolle. Im Jahr 2015 erhielt McKenzie in der neuseeländischen Soap Shortland Street ihre erste Fernsehrolle und spielte darin Pixie Hannah. Ihre erste Hauptrolle in einem Film erhielt sie 2018 an der Seite von Ben Foster in Leave No Trace von Debra Granik. Ben Foster spielt im Film ihren Vater.
Hiernach erhielt sie Rollen als Philippa von England in dem Filmdrama The King von David Michôd sowie als verfolgte Jüdin im Nationalsozialismus in der Tragikomödie Jojo Rabbit von Taika Waititi. In Eileen von William Oldroyd spielt McKenzie in der Titelrolle die Sekretärin einer Jugendvollzugsanstalt.
Ende Juni 2020 wurde McKenzie ein Mitglied der Academy of Motion Picture Arts and Sciences.

## Filmografie
- 2012: Existence
- 2014: Consent: The Louise Nicholas Story
- 2014: A Long Beside (Kurzfilm)
- 2014: Der Hobbit: Die Schlacht der Fünf Heere (The Hobbit: The Battle of the Five Armies)
- 2015: Shortland Street (Fernsehserie, 28 Episoden)
- 2015: The Boyfriend Game (Kurzfilm)
- 2015: End of Term (Fernsehserie)
- 2016: Bright Summer Night (Fernsehserie, 2 Episoden)
- 2016: Jean (Fernsehfilm)
- 2016–2017: Lucy Lewis Can’t Lose (Fernsehserie, 11 Episoden)
- 2017: The Cul De Sac (Fernsehserie, 5 Episoden)
- 2017: The Changeover
- 2018: Leave No Trace
- 2018: Nori Roller Coaster Boy (Fernsehserie)
- 2019: The King
- 2019: Jojo Rabbit
- 2019: Outlaws – Die wahre Geschichte der Kelly Gang (True History of the Kelly Gang)
- 2020: Lost Girls
- 2021: The Justice of Bunny King
- 2021: Old
- 2021: The Power of the Dog
- 2021: Last Night in Soho
- 2022: Life After Life (Fernsehserie)
- 2023: Eileen
- 2023: Totally Completely Fine (Fernsehserie)
- 2024: Joy

## Auszeichnungen
Critics’ Choice Movie Award
- 2020: Nominierung als Beste Jungdarstellerin (Jojo Rabbit)

Gotham Award
- 2018: Nominierung als Beste Nachwuchsschauspielerin (Leave No Trace)

Hollywood Critics Association Award
- 2020: Aufnahme in die Next Generation of Hollywood

Independent Spirit Award
- 2019: Nominierung als Beste Nebendarstellerin (Leave No Trace)

National Board of Review Award
- 2018: Auszeichnung als Beste Nachwuchsdarstellerin (Leave No Trace)

Online Film Critics Society Award
- 2019: Nominierung als Beste Nebendarstellerin (Leave No Trace)[5]